# Chang’e 5
Chang’e 5 (chinesisch 嫦娥五號 / 嫦娥五号, Pinyin Cháng’é Wǔhào) ist eine unbemannte Raumsonde der Volksrepublik China zur Monderkundung, die am 23. November 2020 um 20:30 Uhr (UTC) gestartet wurde. Am 1. Dezember 2020 um 15:11 Uhr landete die Sonde nordöstlich des Vulkanmassivs Mons Rümker im Oceanus Procellarum. Von dort brachte sie am 16. Dezember 2020 1731 g Mondstaub- und Gesteinsproben zurück zur Erde. Chang’e 5 war Chinas erste Rückführmission und die erste Rückführmission für Mondproben seit der sowjetischen Luna-24-Mission im Jahr 1976.
Das von der Sonde zurückgebrachte Gestein ist mit 1,96 Milliarden Jahren das bislang jüngste Material vom Mond, fast eine Milliarde Jahre jünger als die bei den Apollo- und Luna-Missionen gesammelten Proben.
Durch eine Kombination des radiometrisch ermittelten Alters der Bodenproben mit der Zahl der Krater an der Landestelle konnte die von Gerhard Neukum 1983 geschaffene Methode zur Altersbestimmung einer planetaren Oberfläche anhand der Einschlagdichte verbessert werden. Die neue, vom Institut für Informationsgewinnung durch Luft- und Raumfahrt entwickelte Methode ergibt in den meisten Fällen ein höheres Alter, mit einer maximalen Differenz von 200 Millionen Jahren im Vergleich zum Neukum-Modell.

## Übersicht
Das am 24. Januar 2004 von Premierminister Wen Jiabao nach dreizehnjährigen Vorbereitungsarbeiten offiziell gestartete Mondprogramm der Volksrepublik China besteht aus den Drei Großen Schritten (大三步):
1. Unbemannte Erkundung
2. Bemannte Landung
3. Stationierung einer ständigen Besatzung

Die Mission Chang’e 5 bildet den Abschluss des Ersten Großen Schritts, der wiederum in die Drei Kleinen Schritte (小三步) unterteilt ist:
1. Beim Ersten Kleinen Schritt wurde mit Chang’e 1 im Jahr 2007 und Chang’e 2 im Jahr 2010 die Mondumlaufbahn erreicht.
2. Beim Zweiten Kleinen Schritt erfolgte die Landung auf dem Mond und die Erkundung mit einem Rover. Diese Phase umfasst die Mission Chang’e 3 (2013) und die Mission Chang’e 4 auf der Mondrückseite ab Januar 2019.
3. Beim Dritten Kleinen Schritt wurden nun mit Chang’e 5 Proben von der erdzugewandten Mondseite gesammelt und zur Erde gebracht. Mit Chang’e 5-T1 war bereits der Wiedereintritt der Raumkapsel in die Erdatmosphäre aus einer Mondbahn erfolgreich getestet worden.

Mit diesen Missionen soll eine bemannte Mondlandung in den 2030er-Jahren und in fernerer Zukunft eine dauerhaft besetzte Mondbasis am südlichen Rand des Südpol-Aitken-Beckens auf der Rückseite des Mondes vorbereitet werden. So denkt man zum Beispiel darüber nach, aus dem Eisen(III)-oxid im Oberflächenmaterial des Mondes Sauerstoff zu gewinnen.

## Ablauf der Mission
Die gut 8 m hohe Sonde wurde von der Chinesischen Akademie für Weltraumtechnologie gebaut und nach der chinesischen Mondgöttin Chang’e benannt. Beim Start hatte die Sonde eine Masse von insgesamt 8,25 t, davon 5,45 t diergoler Treibstoff. Die Sonde bestand aus vier Modulen:
- dem in betanktem Zustand 3,8 t schweren Lander, der zirka 2 kg Gestein einsammeln sollte
- einer 500 kg schweren Aufstiegsstufe, die die Proben zurück in eine Mondumlaufbahn brachte
- dem Orbiter, an den die Aufstiegsstufe mit einem automatischen Rendezvousmanöver andockte
- der 300 kg schweren Wiedereintrittskapsel, die die Proben zur Erde zurückbrachte[9]

Als Trägerrakete wurde die Langer Marsch 5 gewählt. Nach dem Fehlstart einer solchen Rakete am 2. Juli 2017 wurde die bereits fertig getestete und startbereite Sonde in einer Halle der Entwicklungs- und Produktionsbasis für übergroße Raumflugkörper der Chinesischen Akademie für Weltraumtechnologie in Tianjin eingelagert. Anfang März 2020 wurde die Sonde erneut überprüft.

### Start und Einschwenken in eine Mondumlaufbahn

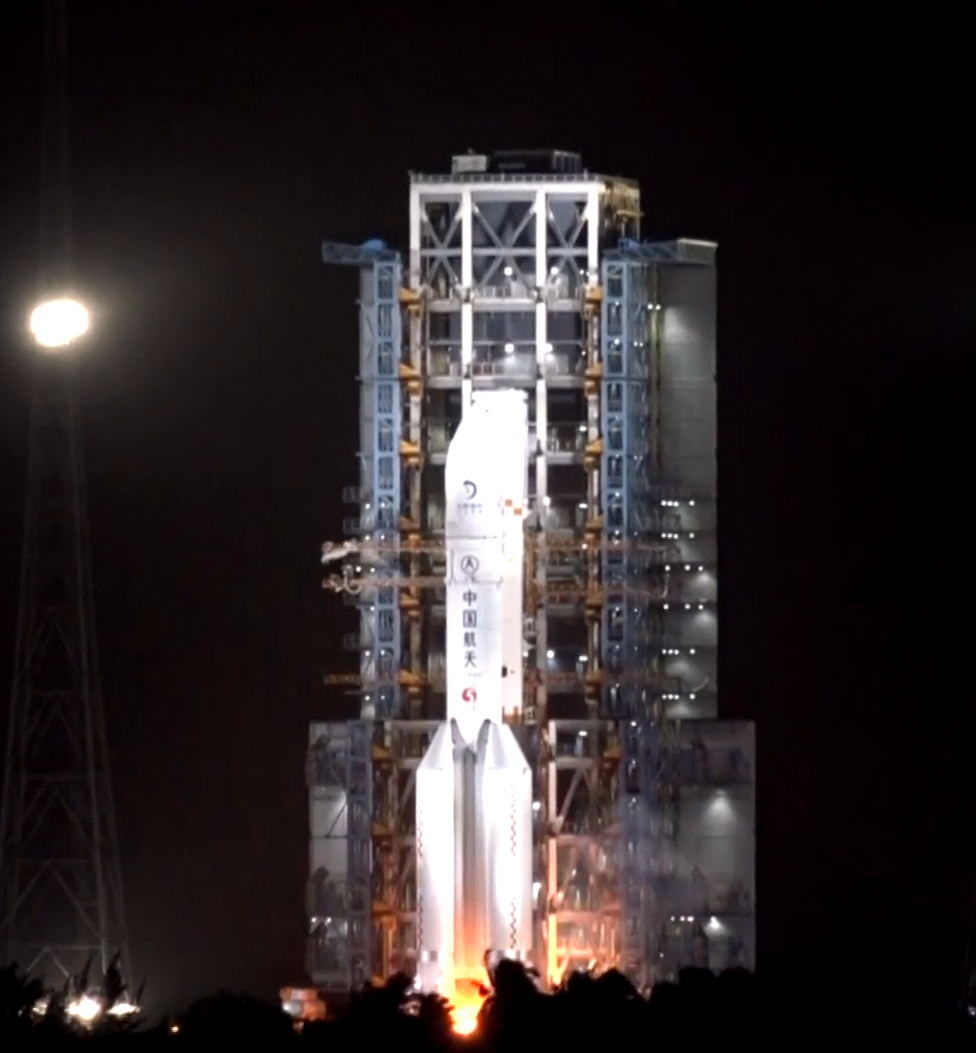
Die Trägerrakete beim Start

Am 23. November 2020 um 20:30:12 Uhr UTC (24. November, 04:30:12 Uhr Ortszeit) startete die Sonde vom Kosmodrom Wenchang. Einer der Gründe für die Wahl des Startfensters weit nach Mitternacht war das Wetter auf Hainan. Zu dieser Zeit weht relativ wenig Wind und es gibt kaum Wetterumschwünge. Vor Sonnenaufgang ist die Wolkendecke am dünnsten, was weniger Dämpfung für die Übertragung der Telemetriedaten auf dem Mikrowellenband bedeutet. Durch die dünne Wolkendecke ist die Bahnverfolgung mit Teleskopen einfacher, ebenso ist die Überwachung der Form der Triebwerksflammen für Fehleranalysen bei eventuellen Unfällen in der Nacht einfacher, als mit einem hellen Himmel im Hintergrund.
Nach der Abtrennung der ersten Stufe zündete die zweite Stufe und brachte die Sonde in einen Parkorbit, wo sie für eine kurze Zeit antriebslos verblieb. Dann zündete die zweite Stufe erneut und brachte die Sonde auf den Transferorbit zum Mond. Nach zwei planmäßigen Bahnkorrekturmanövern am 24. und 25. November kam die Sonde am 28. November 2020 nach 112 Stunden Flugzeit beim Mond an. Um 12:58 UTC wurde in einer Entfernung von 400 km von der Mondoberfläche das 3-kN-Triebwerk des Orbiters für 17 Minuten gezündet. Dadurch bremste die Sonde auf weniger als die Fluchtgeschwindigkeit (2,3 km/s) des Erdtrabanten ab, sie wurde in das Schwerefeld des Mondes gezogen und schwenkte wie geplant in einen langgestreckten Orbit mit einer Umlaufzeit von acht Stunden ein. Nach drei Mondumkreisungen fand am 29. November um 12:23 Uhr UTC ein weiteres Bremsmanöver statt und die Sonde wurde in einen kreisförmigen Orbit von 200 km Höhe abgesenkt. Hierbei wurde auch die Bahnneigung zum Äquator des Mondes leicht geändert.

### Mondlandung

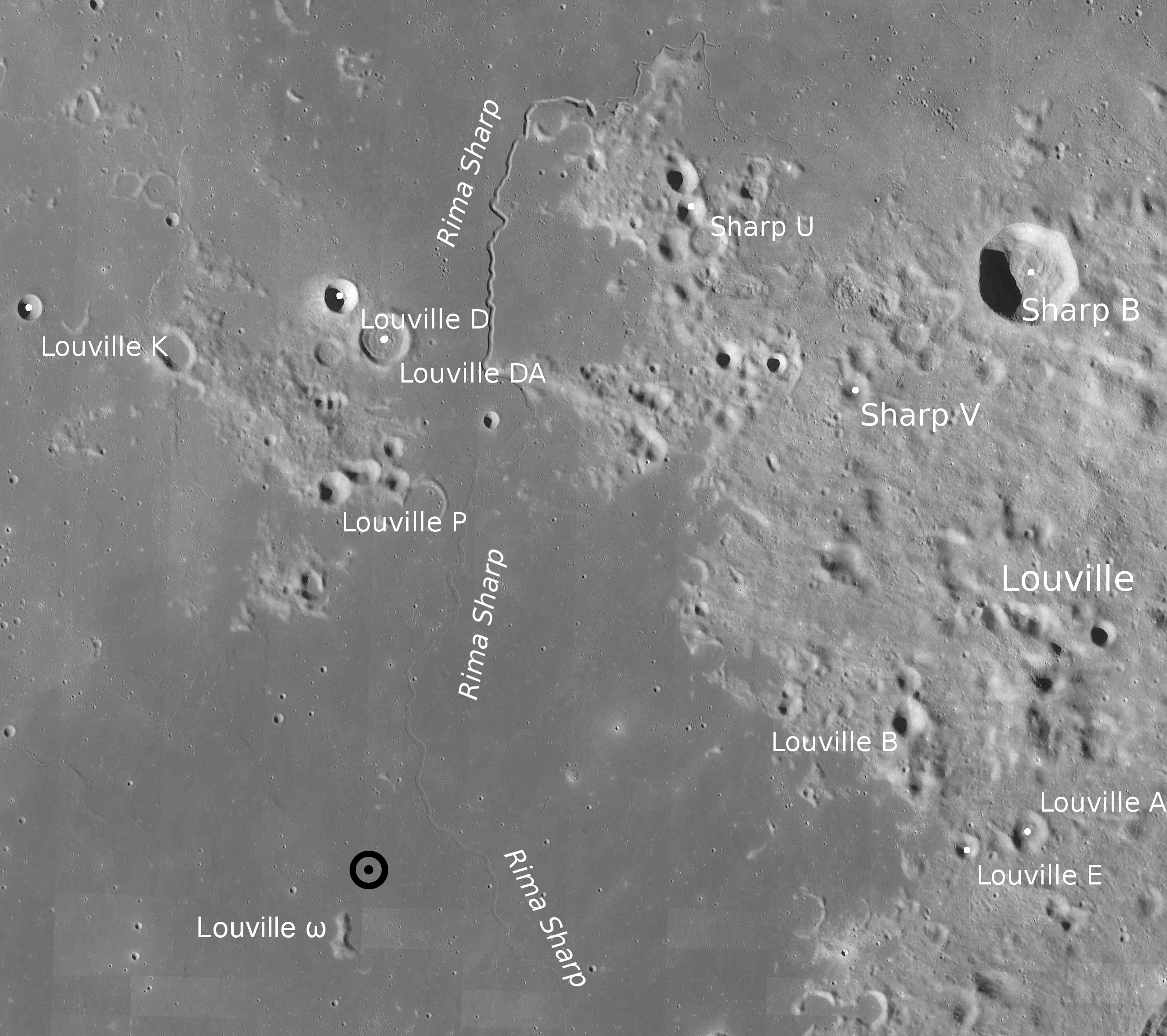
Landestelle von Chang’e 5 nahe dem Massiv Louville ω (gesprochen: Louville Omega) westlich der Mondrille Rima Sharp

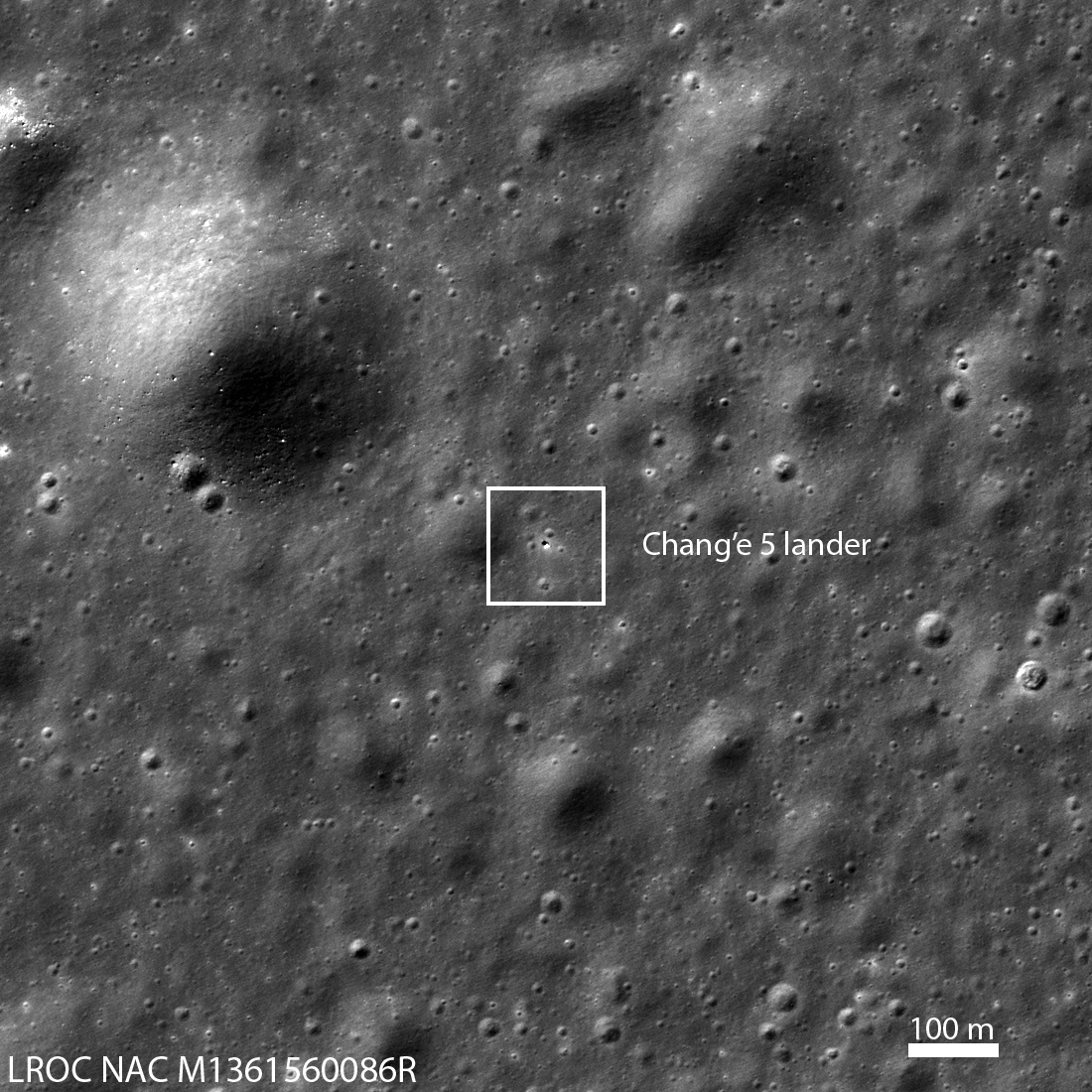
LRO-Bild vom 2. Dezember 2020 mit dem Lander und der darauf befindlichen Aufstiegsstufe

Als Ort der Probenentnahme war Oceanus Procellarum im Nordwesten der Mondvorderseite gewählt worden. Neben praktischen Erwägungen wie dem relativ flachen Gelände, das eine sichere Landung ermöglicht, und der guten Sonneneinstrahlung, also ausreichenden Energieversorgung, erhoffte man sich von dieser Landestelle einen besseren Einblick in die vulkanische Aktivität auf dem Mond. Nach Auswertung von Bodenproben, die von sowjetischen Sonden und Apollo-Astronauten aus Gebieten weiter im Osten zurückgebracht worden waren, nahm man an, dass das Maximum der vulkanischen Aktivität vor 3,5 Milliarden Jahren erreicht wurde, dann aber ab dem Beginn des Eratosthenischen Zeitalters vor 3,15 Milliarden Jahren langsam schwächer wurde. Neuere Beobachtungen aus dem Orbit legen aber den Verdacht nahe, dass es noch vor ein oder zwei Milliarden Jahren aktive Vulkane gegeben haben könnte. Falls sich in den von Chang’e 5 zurückgebrachten Bodenproben größere Mengen der hitzeerzeugenden radioaktiven Elemente Uran und Thorium gefunden hätten, hätte dies das Verständnis jener Prozesse und des inneren Aufbaus des Mondes verbessert.
Ein internationales Forscherteam um Liu Dunyi (刘敦一, * 1937) und Alexander Nemchin musste bei einer Analyse von zwei Basaltstückchen im Sommer 2021 jedoch feststellen, dass es in dem mit 1,96 Milliarden Jahre tatsächlich eher jungen Magma keinen erhöhten Gehalt von radioaktiven Elementen gab. Dies widerlegte die bisherigen Annahmen zum Vulkanismus auf dem Mond, und man ist nun auf der Suche nach alternativen Erklärungen.
Da die Temperatur auf der Mondoberfläche zwischen 127 °C bei direkter Sonneneinstrahlung und −183 °C während der Mondnacht schwankt, befürchteten die Ingenieure um Projektleiter Lai Xiaoming (赖小明), dass die Schaufel- und Bohrgeräte mit ihren mechanischen Armen durch Ausdehnung und Kontraktion des Metalls Schaden nehmen könnten. Deswegen versucht man, die gesamte Mission innerhalb eines Mondtages durchzuführen.
Am 27. November 2020 ging an der vorgesehenen Landestelle, dem Vulkanberg-Massiv Mons Rümker, die Sonne auf. Am 29. November 2020 um 20:40 Uhr UTC koppelte der Lander mit der darauf montierten Aufstiegsstufe vom Orbiter ab und leitete den Landeanflug ein. Nach der Trennung vom Orbiter in einer Höhe von 200 km musste der Lander mit der darauf montierten Aufstiegsstufe seine Umlaufbahn noch in zwei Stufen absenken.
Am 1. Dezember 2020 um 14:57 UTC wurde der eigentliche Landevorgang eingeleitet. Das regelbare Haupttriebwerk des Landers (siehe unten) reduzierte schrittweise die horizontale Geschwindigkeit der Sonde von 1,7 km/s auf Null, während sie sich gleichzeitig aufrichtete.
Wie bei den beiden Vorgängersonden Chang’e 3 und Chang’e 4 hielt der autonom agierende Lander etwa 100 m über dem Boden kurz inne, um sich mittels seines dreidimensional abbildenden Laserscanners einen Überblick über das Terrain zu verschaffen. Der Lander suchte sich selbstständig einen ebenen und von Felsbrocken freien Platz – da der Lander später als Startrampe für die Aufstiegsstufe fungieren sollte (siehe unten), war dies noch wichtiger als bei den Vorgängersonden – auf den er sich dann langsam absenkte, möglichst jegliche Staubentwicklung vermeidend. Nach 14 Minuten, um 15:11 UTC, setzte Chang’e 5 auf dem Mond auf. Die genaue Landestelle liegt bei 51,837° westlicher Länge und 43.099° nördlicher Breite, in der Ebene nordöstlich des Mons Rümker und 20 km westlich der Mondrille Rima Sharp nahe dem Massiv Louville Omega, das am 19. Mai 2021 von der Internationalen Astronomischen Union nach dem Gebirge Heng Shan in Hunan in Mons Heng umbenannt wurde.
Nach der Landung klappte die Sonde ihre Solarmodule sowie die Richtantenne aus.

### Probenentnahme
Nach der Landung und der Entfaltung der Solarmodule wurde zunächst die Verriegelung des Bohrmechanismus gelöst, dann begann die Sonde mit ihrem Kernlochbohrer (siehe unten) eine Bodenprobe zu entnehmen. Mit dem Bodenradar des Landers hatte man festgestellt, dass sich unter der Landestelle verborgen nicht nur eine Felsplatte befand, sondern auch mehrere Schichten mit kleineren Felsbrocken. Wenn letztere unbeschädigt in den Bohrkern gelangt wären, hätten sie in dem Aramidschlauch harte „Knoten“ gebildet, die das Aufwickeln behindern hätten können. Daher entschloss man sich nach Abwägung aller Faktoren, wie zum Beispiel auch des Stromverbrauchs beim Bohren durch die harte Felsplatte, anstatt der angestrebten 2 m nur 1 m in die Tiefe zu gehen. Das verlief dann auch ohne Probleme.
Der von dem Aramidschlauch geschützte Bohrkern wurde aufgewickelt und in einem zylinderförmigen Transportbehälter verstaut, der versiegelt wurde, um eine Vermischung mit den anderen Bodenproben zu verhindern. Dieser Vorgang war nach zwei Stunden am 1. Dezember 2020 um 20:53 Uhr UTC abgeschlossen. Danach begann die Sonde, mit ihrer Baggerschaufel an 12 Stellen im Umkreis des Landers Proben von Oberflächenmaterial zu nehmen, was insgesamt 15 Stunden dauerte.
Jede Schaufel voll Regolith wurde in einem Probenröhrchen einzeln verpackt und diese dann in einem weiteren, vom Forschungsinstitut 510 der Chinesischen Akademie für Weltraumtechnologie in Lanzhou entwickelten Transportbehälter untergebracht. Auch dieser Zylinder wurde anschließend gasdicht versiegelt. Am 2. Dezember 2020 um 14:00 Uhr war die gesamte Probenentnahme abgeschlossen.
Über die Zusammensetzung des Gesteins in der Landezone lagen vor der Landung Ergebnisse von Fernerkundungsmessungen vor. Demnach handelt es sich um Basalt mit einem niedrigen Titangehalt. Es enthält einen Massenanteil von etwa 6 bis 9 Prozent Titan(IV)-oxid (TiO2), der Anteil an Eisen(II)-oxid (FeO) in der Basaltregion liegt dagegen bei etwa 17,5 Prozent. Genaueren Aufschluss darüber sollen die Bodenproben ergeben. Das Landegebiet steht dahingehend in einem größeren geologischen Kontext, da das Plateau mit geschätzten 1,3 Milliarden Jahren relativ jung ist. Der größte Teil des Mondvulkanismus ereignete sich hingegen vor etwas mehr als 2 Milliarden Jahren, also 700 Millionen Jahre zuvor.

### Rückstart
Die Sonde war an einer flachen Stelle ohne Krater und Bodenwellen gelandet, die Probenentnahme lief ohne die befürchteten Schwierigkeiten ab und benötigte mit 19 Stunden deutlich weniger Zeit als eingeplant. Zum Abschluss wurde am Lander ein kleiner Fahnenmast hochgeklappt und die Landesfahne aus nicht verbleichendem Kunstfasergewebe aufgespannt. Am 3. Dezember 2020 um 12:07 Uhr UTC begann der Countdown für den Start der Aufstiegsstufe. Die Solarmodule des Landers wurden angefaltet und senkrecht gestellt, um einer Beschädigung vorzubeugen. Um 15:10 Uhr wurde die Verriegelung zwischen dem Lander und der 800 kg schweren Aufstiegsstufe gelöst. Dann zündete das 3-kN-Triebwerk der Aufstiegsstufe; die heißen Verbrennungsgase wurden durch einen kleinen Strömungslenkkegel auf dem Lander seitlich weggelenkt. Eine vom Forschungsinstitut für weltraumbezogenen Maschinenbau und Elektrotechnik Peking entwickelte Kamera auf der Oberseite des Landers filmte den Startvorgang und übertrug ihn zur Erde.
Der Lander stellte keine reguläre Startrampe dar. Die Ingenieure bei der Chinesischen Akademie für Weltraumtechnologie hatten in zahlreichen Versuchen auf der Erde sichergestellt, dass die Aufstiegsstufe auch dann hätte starten können, wenn der Lander auf einer um 20° geneigten Fläche zum Stehen gekommen wäre. Dank gründlicher Voraufklärung, auch durch den Orbiter der Testsonde Chang’e 5-T1, der im April 2015 die vorgesehene Landestelle aus einer Höhe von nur 15 km fotografiert hatte, lag die tatsächliche Neigung des Landers zur Horizontalen bei nur 2°.
Die genaue Kalkulation war jedoch schwierig. Es gab am Mond noch kein Netzwerk von Navigationssatelliten – dieses soll ab 2024 schrittweise aufgebaut werden.[veraltet]
Daher flog die Aufstiegsstufe zunächst senkrecht nach oben, bestimmte mithilfe des Chinesischen Tiefraum-Netzwerks und ihrer eigenen Sternsensoren ihre Position und schwenkte in einen stark exzentrischen Orbit mit einem Periselenum von 15 km und einem Aposelenum von 180 km ein. Sechs Minuten nach dem Start, nach einer Flugstrecke von etwa 250 km, wurden die Triebwerke abgeschaltet.

### Koppelmanöver
Nach insgesamt vier Bahnkorrekturmanövern koppelte die Aufstiegsstufe gut zwei Tage später, am 5. Dezember 2020 um 21:42 Uhr UTC, in einer Höhe von 200 km am Orbiter an – ein Manöver, für das nur ein Zeitfenster von 3,5 Stunden zur Verfügung stand. Der obere Teil des torusförmigen Orbiters, in dessen zentrale Vertiefung die Wiedereintrittskapsel zu platzieren war, war für den Start von der Erde und die Zeit im Mondorbit von einer Druckübertragungs- und Schutzhülle (in der Darstellung oben gelb markiert) umgeben. Diese Schutzhülle, die die komplexe, vom Forschungsinstitut für Materialien der Chinesischen Akademie für Trägerraketentechnologie entwickelte Hitzeschutzbeschichtung der Wiedereintrittskapsel bis dahin vor den großen Temperaturdifferenzen im Weltall und den Ionen des Sonnenwinds geschützt hatte, wurde kurz vor dem Rendezvous mit der Aufstiegsstufe abgeworfen. Aufstiegsstufe und Orbiter näherten sich zunächst ferngesteuert vom Raumfahrtkontrollzentrum Peking einander an, ab einer Entfernung von 100 km dann selbstständig, da durch die lange Signallaufzeit zwischen Mond und Erde eine feine Steuerung nicht möglich war. Für die Navigation auf der letzten Etappe wurde ein vom 25. Forschungsinstitut der Akademie für Verteidigungstechnologie entwickeltes Radarsystem mit einem Sender auf dem Orbiter und einem Responder auf der Aufstiegsstufe verwendet, das in ähnlicher Form auch 2017 beim Ankoppeln des Transportraumschiffs Tianzhou 1 an das Weltraumlabor Tiangong 2 zum Einsatz gekommen war. Für die Mondmission war das Gewicht der Geräte jedoch um die Hälfte auf rund 4,4 kg reduziert worden. Neben der Positionsbestimmung lief über dieses System auch die Kommunikation zwischen Orbiter und Aufstiegsstufe.

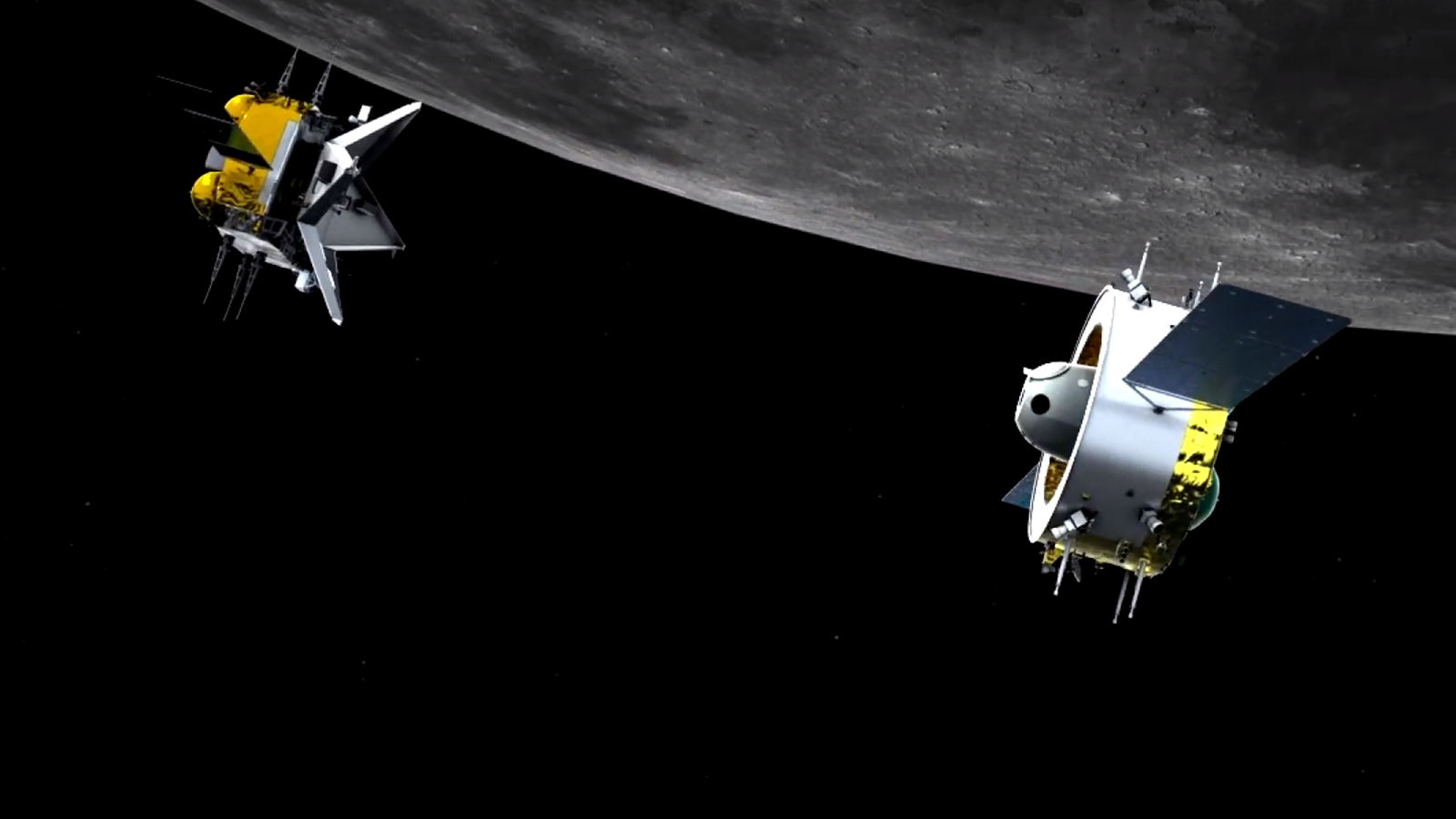
Trennung von Aufstiegsstufe (links) und Orbiter (rechts)

Bei der Annäherung griff der Orbiter mit neun, in drei Dreiergruppen angeordneten Greifklauen nach drei sternförmig angeordneten Griffstangen auf der Oberseite der Aufstiegsstufe. Die Klauen wurden angeklappt und zogen die Aufstiegsstufe so an den Orbiter, dass sie genau über der oberen Luke der Wiedereintrittskapsel positioniert wurde. Der Behälter mit den Bodenproben wurde in die Wiedereintrittskapsel transferiert und diese versiegelt, um bei der Landung eine Kontamination mit irdischem Material zu vermeiden. Das Ankoppeln dauerte vom ersten Kontakt bis zur Verriegelung 21 Sekunden. Um 22:12 Uhr UTC, genau eine halbe Stunde nach dem Ankoppeln, war der Übergabevorgang beendet.
Am 6. Dezember 2020 um 04:35 Uhr UTC koppelte die Aufstiegsstufe vom Orbiter ab und verblieb zunächst in der Mondumlaufbahn, die sie am 7. Dezember 2020 um 22:59 UTC nach einem entsprechenden Kommando des Raumfahrtkontrollzentrums Peking verließ. Eine halbe Stunde später, um 23:30 Uhr, schlug die Aufstiegsstufe bei 0° westlicher Länge und 30° südlicher Breite gezielt auf dem Mond auf; so wurde Weltraummüll im mondnahen Raum vermieden. Die Einschlagstelle liegt zwischen den Kratern Regiomontanus und Walther im Südwesten der Mondvorderseite.

### Rückkehr

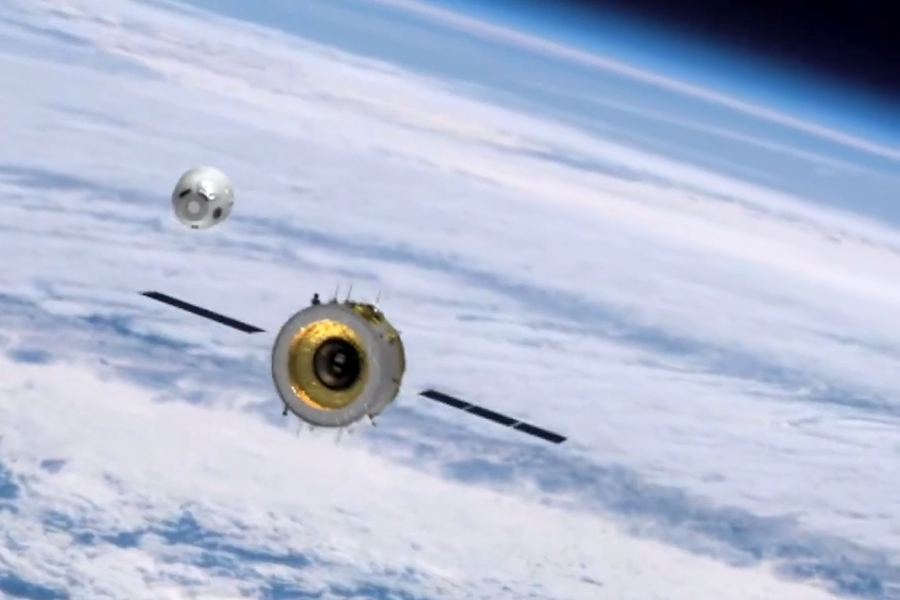
Aussetzen der Wiedereintrittskapsel

Nach sechs Tagen in der alten Umlaufbahn führte der Orbiter am 12. Dezember 2020 um 01:54 Uhr UTC ein Bahnkorrekturmanöver durch, bei dem das Aposelenum seiner Umlaufbahn erhöht wurde, während das Periselenum von 200 km beibehalten wurde. Die Umlaufbahn änderte sich von kreisförmig zu elliptisch.
Am 13. Dezember 2020 um 01:51 Uhr wurden in einer Entfernung von 230 km von der Mondoberfläche vier Lageregelungstriebwerke von jeweils 150 N Schubkraft für 22 Minuten in Gang gesetzt. Dadurch schwenkte der Orbiter mit der Wiedereintrittskapsel in einen Transferorbit zur Erde ein. Ein weiteres Bahnkorrekturmanöver fand am 16. Dezember um 01:15 Uhr statt, wobei zwei Lageregelungstriebwerke von jeweils 25 N Schubkraft für 8 Sekunden gezündet wurden. Gut einen halben Tag später, um 17:00 Uhr, setzte der Orbiter auf Befehl des Raumfahrtkontrollzentrums Peking in einer Höhe von 5000 km über der Erde die Wiedereintrittskapsel aus. Danach zündete der Orbiter sein Triebwerk, um wieder Abstand zur Erde zu gewinnen.
Die Landung der Wiedereintrittskapsel erfolgte wie bei der Testmission Chang’e 5-T1 nach einem zweiteiligen Abstieg mit Atmosphärenbremsung. Hierbei trat die Kapsel um 17:33 Uhr UTC in einer Höhe von 120 km mit einer Geschwindigkeit von 11,2 km/s bzw. 40.320 km/h das erste Mal in die Atmosphäre ein.
Dabei erhitzte sich der ablative Hitzeschild auf der Unterseite auf 3000 °C, während die Temperatur im Inneren der Kapsel nur 28,5 °C betrug. Der Hitzeschild bestand aus einem Material, das eine Energie von 6 MW/m² aufnehmen konnte, die Hitzeschutzbeschichtung auf der Seitenwand immer noch 1,5 MW/m². Nach kurzer Zeit zündete die Kapsel kleine Triebwerke, verließ die Atmosphäre und drang wieder in den Weltraum ein. Nun kühlte sich ihre Außenwand auf −120 °C ab, was eine beträchtliche Belastung für das Material darstellte. Der zweite Eintritt in die Atmosphäre erfolgte mit 7,8 km/s bzw. 28.080 km/h, etwa die Geschwindigkeit, mit der die Shenzhou-Raumschiffe aus der Erdumlaufbahn zurückkehren. Nun erwärmte sich der Hitzeschild nur noch auf 1800 °C. In einer Höhe von 10 km über dem Boden löste der Stabilisierungs- und kurz darauf der Bremsfallschirm aus. Die Landung fand am 16. Dezember 2020 um 17:59 Uhr UTC auf dem Gebiet des Dörbed-Banners in der Inneren Mongolei statt.
Dank sorgfältiger Bahnverfolgung war die Landestelle genau bekannt, und die getrennt operierenden Bergungstrupps – einer mit Hubschraubern, ein zweiter mit Fahrzeugen – hatten die Kapsel trotz Dunkelheit – die Landung erfolgte um 2 Uhr morgens Ortszeit – und Temperaturen von unter −20 °C in der schneebedeckten Steppe schnell erreicht. Zunächst wurde der Kapsel ein dreilagiges „Nachthemd“ übergezogen, um sie vor der Kälte zu schützen, dann wurde sie mit einem Hubschrauber zur Taktischen Heeresausbildungsbasis Zhurihe (中国人民解放军陆军朱日和合同战术训练基地) auf dem Gebiet des Rechten Söned-Banners gebracht.
Von dort wurde die Kapsel mit einem Transportflugzeug nach Peking geflogen, wo sie am späten Nachmittag des 17. Dezember 2020 (Ortszeit) ankam. Zunächst wurde die Kapsel zur Herstellerfirma, der Chinesischen Akademie für Weltraumtechnologie, gebracht.
Dort wurde sie im weiteren Verlauf unter Aufsicht der Nationalen Raumfahrtbehörde Chinas in Anwesenheit von Pressevertretern geöffnet und der Behälter mit den Bodenproben entnommen. Bei einer feierlichen Zeremonie im Gebäude der Nationalen Raumfahrtbehörde übergab deren Direktor Zhang Kejian den ungeöffneten Probenbehälter am 19. Dezember 2020 zusammen mit einem Zertifikat, das dessen Echtheit und Unversehrtheit bescheinigte, an Hou Jianguo, seit dem 25. November 2020 Präsident der Chinesischen Akademie der Wissenschaften.
Der Missionsablauf war wesentlich komplizierter als bei den sowjetischen Luna-Rückkehrsonden. Dort musste die Aufstiegsstufe zwar zunächst eine Höhe von 54.500 km erreichen. Danach kehrte sie jedoch im freien Fall direkt zur Erde zurück. Bei Chang’e 5 dagegen musste der Treibstoff in der Aufstiegsstufe nur bis zum Orbiter in der Mondumlaufbahn reichen. Dadurch konnte mehr Probenmaterial vom Mond mit hinaufgenommen werden – auch, weil die robust gebaute und mit 300 Kilogramm relativ schwere Wiedereintrittskapsel nicht mit auf dem Mond landete, sondern im Orbiter verblieb.
Ein weiterer Vorteil gegenüber dem Luna-Konzept von 1969 ist, dass durch den Zwischenschritt mit dem Orbiter, der in der Mondumlaufbahn die Proben übernimmt, die Chang’e-Sonden nicht nur aus der Nähe des Mondäquators und direkt auf die Erde gezielt starten können, sondern zum Beispiel auch aus der südlichen Polregion des Mondes. Durch den Zwischenschritt ist man insgesamt auch flexibler beim Zeitplan, auch wenn der Start der nicht beheizten und nur über Solarzellen mit Strom versorgten Aufstiegsstufe vor Sonnenuntergang erfolgen muss. Ob die Nutzlasten auf dem ähnlich aufgebauten Lander die Mondnacht überstehen, war eines der Dinge, die erprobt werden sollten. Es gelang jedoch nicht, Spektrometer und Bodenradar nach dem Start der Aufstiegsstufe am 3. Dezember 2020 wieder in Betrieb zu nehmen.

## Triebwerke
In den vier Modulen von Chang’e 5 befanden sich insgesamt 77 von der Akademie für Flüssigkeitsraketentriebwerkstechnik hergestellte hypergole Triebwerke, von kleinen Lageregelungstriebwerken mit 10 N, 25 N und 150 N Schubkraft bis zum Haupttriebwerk des Landers, einem YF-36 mit zwischen 1,5 kN und 7,5 kN regelbarer Schubkraft. Anders als bei den Sonden Chang’e 3 und Chang’e 4, deren Triebwerke nur bis zur Landung zu arbeiten brauchten, ging man bei der Entwicklung von Chang’e 5 davon aus, dass die Triebwerke der Aufstiegsstufe bis zu zehn Tage lang dem von den Probensammelgeräten aufgewirbelten, elektrostatisch aufgeladenen Mondstaub ausgesetzt sein könnten. An diesen Triebwerken wurden spezielle Staubschutzmaßnahmen getroffen, um eine sichere Rückkehr der Aufstiegsstufe in die Mondumlaufbahn zu gewährleisten.

## Nutzlasten des Landers
Der auf dem Chang’e-3-Bus basierende Lander wurde mit einem Laser-Entfernungsmesser, einem dreidimensional abbildenden Laserscanner und einer Landekamera für den selbstständig Hindernisse vermeidenden Landevorgang ausgestattet, dazu noch mit einer Panoramakamera, einem Spektrometer und einem Bodenradar, mit dem unter der Oberfläche im Regolith eingebettete Felsbrocken, die dem Bohrer gefährlich werden konnten, aufgespürt und gegebenenfalls vermieden werden sollten.
Die von diesen Geräten zwischen dem 1. und 3. Dezember 2021 ermittelten Daten und die Fotos der Kameras sind seit dem 11. Mai 2021 auf der Website des Bodensegments des Mondprogramms abrufbar.
Für die Entnahme der Bodenproben dienten zwei Geräte:
- Ein an der Polytechnischen Universität Harbin entwickelter und in der Fabrik 529 der Akademie für Weltraumtechnologie (航天五院529厂) in Peking gebauter Kernlochbohrer mit Wolframcarbid-Bohrkopf,[70][19] der nach dem Prinzip der Schlagbohrmaschine durch Gestein mit einer maximalen Mohshärte von 8 bis in 2 m Tiefe vordringen und mindestens einen Bohrkern erbohren sollte.[29] Durch das Innere des Hohlbohrers führte ein dünnwandiger Schlauch aus Aramid,[71] der nach dem Ende des Bohrvorgangs mittels eines am unteren Ende eingenähten Federdraht-Mechanismus aus einer Formgedächtnislegierung verschlossen und hochgezogen wurde.[72] Der Schlauch hielt einerseits das Material des Bohrkerns zusammen, verhinderte eine Vermischung und bewahrte so die Abfolge der verschiedenen Bodenschichten.[73] Andererseits erlaubte es der weiche Aramidschlauch, den Bohrkern so zu biegen und aufzurollen, dass er in die Aufstiegsstufe passte.[74][75]

- Für Regolith-Proben von der Mondoberfläche benutzte man einen – ebenfalls in Harbin entwickelten – mechanischen Arm mit einer kleinen Baggerschaufel am Ende.[73] Der 3,7 m lange, nur 3,1 kg schwere Arm aus einem Aluminium-Siliciumcarbid-Metallmatrix-Verbundwerkstoff (AlSiC)[76] ermöglichte es dank mehrerer Gelenke und einem Schwenkbereich von 120°, auf einer Fläche von sieben bis acht Quadratmetern Proben zu nehmen.[31] Jede Schaufel voll Regolith wurde am vorderen Ende des Arms zunächst mit einem Rüttel- und Trennmechanismus einzeln verpackt und dann in einem Probenaufnahmebehälter direkt dahinter untergebracht. So wurde sichergestellt, dass die Proben von verschiedenen Stellen im Umkreis des Landers nicht miteinander in Kontakt kamen. Als der Probenaufnahmebehälter voll war, wurde der gesamte Mechanismus in die Aufstiegsstufe gehoben und am Schaufelgelenk vom Arm abgetrennt.

Bohrer und Bagger wurden an gegenüberliegenden Seiten der Sonde angebracht, die so landete, dass der Bagger auf der sonnigen Seite lag und der Bohrer im Schatten. Die Arbeit mit dem Bagger war relativ anspruchsvoll und man wollte, dass die Techniker im Raumfahrtkontrollzentrum Peking den Boden gut sehen konnten. Auf der anderen Seite befürchtete man, dass der Bohrer heiß laufen könnte. Das Gerät mit einer Leistungsaufnahme von gut 1000 W war zwar so konstruiert, dass es bei Temperaturen von bis zu 180 °C noch ordnungsgemäß arbeitete (bei irdischen Bohrmaschinen liegt die maximale Arbeitstemperatur bei 100 °C), aber vorsichtshalber platzierte man den Bohrer lieber im Schatten.

## Bodenproben
Das Mengenverhältnis der mit der Baggerschaufel gesammelten Oberflächenproben zum erbohrten Material betrug etwa 3:1, knapp 1,5 kg Oberflächenmaterial und knapp 300 g Material aus den tieferen Schichten.
Bei der ursprünglich angestrebten Gesamtmenge von 2 kg handelte es sich um die Maximalmenge, die mit der gegebenen Schubkraft der Triebwerke in den Mondorbit befördert werden konnte. Angesichts des unerwartet felsigen Untergrunds (siehe oben) gab man sich bei der Bohrprobe jedoch mit einer um mehr als 200 g geringeren Menge zufrieden, um die Mission nicht zu gefährden.
Beim Wiegen des Probenbehälters nach der Rückkehr der Sonde stellte man fest, dass genau 1731 g Bodenmaterial eingesammelt worden waren. Zum Vergleich: Die sowjetische Sonde Luna 24 bohrte 1976 bis in eine Tiefe von 2,25 m. Da der Bohrer aber dünner war, erlangte sie nur 170 g Material.
Nachdem die Nationale Raumfahrtbehörde Chinas den noch verschlossenen Behälter mit den Bodenproben am 19. Dezember 2020 der Akademie der Wissenschaften übergeben hatte, wurde er unter Geleitschutz quer durch Peking zum Hauptsitz der Nationalen Astronomischen Observatorien in der Datun-Straße gebracht. Dort hatte man ab 2015 ein spezielles Labor gebaut, in dem die Bodenproben untersucht und aufbewahrt werden können. Eines der Probleme bei der Untersuchung von Bodenproben vom Mond ist, dass dieser nur eine sehr dünne Exosphäre besitzt, nahe am Vakuum. Wenn der Behälter bei der Landung beschädigt oder unsachgemäß geöffnet worden wäre, wären sofort irdische Luft und Staubpartikel hineingesaugt worden und hätten die Bodenproben kontaminiert. Daher wurden die Proben zunächst auf dem Mond gasdicht versiegelt. Da die Wiedereintrittskapsel, nachdem der Probenbehälter transferiert worden war, ebenfalls dicht verschlossen wurde, was allein schon zum Hitzeschutz bei der Landung nötig war, waren die Proben mehrfach vor Kontamination geschützt.

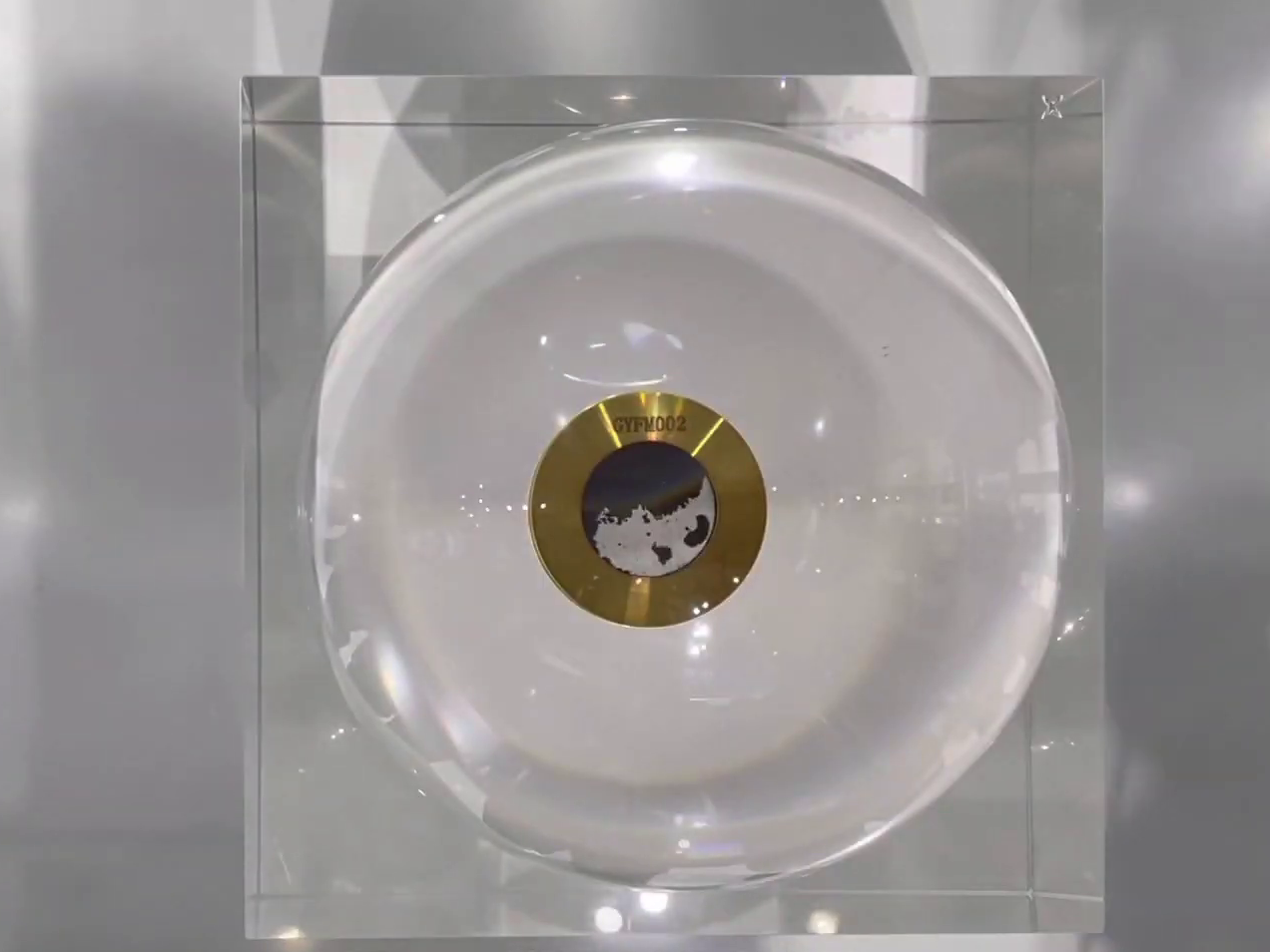
Bodenprobe, ausgestellt auf der Luft- und Raumfahrtausstellung Zhuhai, 28. September – 3. Oktober 2021

Die langfristige Ex-situ-Lagerung der Mondproben erfolgt seit dem 25. Dezember 2021 an einer den Katastrophenschutz-Vorschriften entsprechenden Einrichtung der Hunan-Universität in Shaoshan.
Ein Teil der Proben wird im Chinesischen Nationalmuseum in Peking ausgestellt; dies soll das Interesse der Bevölkerung an Wissenschaft und Technik wachhalten. Andere Museen können Bodenproben für einen Zeitraum von bis zu zwei Monaten ausleihen; diese Frist kann auf Antrag um einen Monat verlängert werden.
Die erste Ausstellung mit einer Bodenprobe außerhalb von Peking fand vom 26. Juni bis zum 9. Juli 2021 in Hongkong statt.
Außerdem wurde ein Teil der Bodenproben an das Büro der Vereinten Nationen für Weltraumfragen zur weiteren Verteilung übergeben sowie für Geschenke bei Staatsbesuchen genutzt. So erhielten zum Beispiel der russische Präsident Wladimir Wladimirowitsch Putin und sein französischer Amtskollege Emmanuel Macron bei ihren Besuchen in Peking im Februar 2022 bzw. April 2023 jeweils 1,5 g Mondgestein.

### Expertenkommission für Bodenproben vom Mond
Das bei den Nationalen Observatorien aufbewahrte Bodenmaterial, das den größten Teil der Gesamtmenge darstellt, wurde in kleinere Portionen aufgeteilt, diese im Detail beschrieben – „Regolithstaub entnommen aus Probenbehälter CE5C0800, 21.865 Körner, Korngröße < 1 mm, Gesamtgewicht 20 g“ – und am 13. April 2021 ein entsprechender Katalog mit Fotos der Sandkörner und Gesteinsbrocken auf der Website des Mondprogramms veröffentlicht, wo Wissenschaftler aus dem In- und Ausland Benutzeranträge stellen können. Die aus den Bodenproben gewonnenen Daten und Erkenntnisse, ebenso wie die von Spektrometer und Bodenradar der Sonde zwischen dem 1. und 3. Dezember 2020 auf dem Mond ermittelten Daten sind für registrierte Benutzer über dieselbe Seite abrufbar.
Bodenproben können entliehen werden, bei guter Begründung auch für Untersuchungsmethoden, bei denen das Material zerstört wird. In letzterem Fall muss das jeweilige Experiment jedoch auf Video dokumentiert werden, um einen Nachweis über den Verbleib des Materials zu haben. Die Genehmigung der Anträge erfolgt durch das Zentrum für Monderkundungs- und Raumfahrt-Projekte der Nationalen Raumfahrtbehörde Chinas, nachdem sie von der Expertenkommission für Bodenproben vom Mond (月球样品专家委员会) begutachtet und priorisiert wurden.
Diese Kommission mit einer Amtszeit von jeweils vier Jahren besteht aus einem Vorsitzenden und acht bis zehn weiteren Miutgliedern, wobei der Vorsitzende zum Zeitpunkt des Amtsantritts nicht älter als 70 Jahre sein darf, die anderen Mitglieder maximal 65 (das gesetzliche Renteneintrittsalter in China beträgt 60 Jahre für Männer und 55 für Frauen). Die Kommissionsmitglieder werden vom Ministerium für Bildung, dem Ministerium für Wissenschaft und Technologie, dem Ministerium für natürliche Ressourcen, der Chinesischen Akademie der Wissenschaften und der Nationalen Stiftung für Naturwissenschaften vorgeschlagen. Auf der Basis dieser Vorschläge wählt die Nationale Raumfahrtbehörde nach umfassenden Konsultationen und unter alleiniger Berücksichtigung der fachlichen Qualifikation die Kommissionsmitglieder aus – die Berücksichtigung außenpolitischer Aspekte etc. findet erst bei der finalen Genehmigung der Benutzeranträge durch die Nationale Raumfahrtbehörde statt. Die erste Kommission besteht aus folgenden Mitgliedern:
- Zhu Rixiang (朱日祥, * 1955), Institut für Geologie und Geophysik der Chinesischen Akademie der Wissenschaften, Vorsitzender[88]
- Xu Yigang (徐义刚, * 1966), Institut für Geochemie der Chinesischen Akademie der Wissenschaften, Guangzhou[89]
- Hou Zengqian (侯增谦, * 1961), Lagerstättenkundler, stellvertretender Präsident der Nationalen Stiftung für Naturwissenschaften[90]
- Zheng Yongfei (郑永飞, * 1959), Fakultät für Geo- und Weltraumwissenschaften der Chinesischen Universität für Wissenschaft und Technik, Hefei[91]
- Liu Jianjun (刘建军), Nationale Astronomische Observatorien der Chinesischen Akademie der Wissenschaften[92]
- Wan Yusheng (万渝生, * 1958), Pekinger Zentrum für Ionensonden[93]
- Shen Bing (沈冰), Fakultät für Geo- und Weltraumwissenschaften der Universität Peking[94]
- Hui Hejiu (惠鹤九), Fakultät für Geowissenschaften und Geotechnik der Universität Nanjing[95]
- Li Ziying (李子颖, * 1964), Geologe, China National Nuclear Corporation[96]

Bei Bedarf kann die Kommission auch ausländische Experten aus den entsprechenden Fachgebieten zur Teilnahme an ihren Sitzungen einladen. Die Anzahl der an einer Sitzung teilnehmenden Ausländer darf jedoch 1/3 der Kommissionsmitglieder, also für den Zeitraum 2021–2025 drei, nicht überschreiten. Die ausländischen Experten sind bei den Entscheidungen über die Vergabe von Bodenproben stimmberechtigt.
Die erste Vergaberunde fand am 11. Juni 2021 statt. Die Bewerber um Bodenproben mussten eine zehnminütige Powerpoint-Präsentation ihres Forschungsvorhabens abhalten und sich danach noch drei Minuten den Fragen der Experten stellen. Bei dieser Runde hatten sich keine ausländischen Forschungsinstitute beworben. Die Mehrzahl der Bewerber waren Universitäten und Einrichtungen der Chinesischen Akademie der Wissenschaften, aber auch Industrievertreter wie die Chinesische Akademie für Weltraumtechnologie (eine Tochterfirma der China Aerospace Science and Technology Corporation).
Einen Monat später, am 12. Juli 2021, hatte die Expertenkommission ihre Entscheidung getroffen. 31 von 37 Anträgen wurden genehmigt, mehrheitlich Forschungsvorhaben zum Vulkanismus auf dem Mond und zur Entwicklungsgeschichte des Mondes.
Mondproben im Gesamtgewicht von 17,4764 g wurden ausgegeben.
Eine weitere Vergaberunde fand am 8. Oktober 2021 statt, wo Mondproben im Gesamtgewicht von 17,936 g ausgegeben wurden. Bemerkenswert hierbei ist, dass nun auch das Chinesische Raumfahrer-Ausbildungszentrum zwei Proben von jeweils 800 mg erhielt. Eine der beiden Proben ging an Zhang Wanxin, die Chefentwicklerin der Raumanzüge für die bemannte Mondlandung, die zweite an Ma Honglei (马红磊), der sich mit dem Schutz der Raumfahrer in der Mondlandefähre befasst.
Xu Yuchen (徐于晨), der sich am Schwerpunktlabor für Weltraumwetter des Nationalen Zentrums für Weltraumwissenschaften mit dem durch den Sonnenwind auf den Mond eingetragenen Wasser befasst, hatte zwar einen Antrag auf Materialzuteilung gestellt, wurde aber zunächst nicht berücksichtigt. Er erhielt dann jedoch im August 2022 bei der fünften Vergaberunde 150 mg.

### Uran und Helium-3
Neben den rein wissenschaftlichen Forschungsvorhaben der Universitäten führt das Pekinger Forschungsinstitut für Geologie der China National Nuclear Corporation (核工业北京地质研究院) zwei Projekte zur praktischen Nutzung der Mondressourcen durch. Eine der dem Institut zugeteilten Bodenproben wird unter der Leitung von Zhong Jun (钟军) auf ihren Urangehalt untersucht, bei der nächsten Vergaberunde am 8. Oktober 2021 hatte er sich um eine weitere Probe von 15 mg bemüht und sie auch erhalten.
Nie Jiangtao (聂江涛), der sich am Institut mit der Prospektion von Uranlagerstätten befasst, erhielt bei der Vergaberunde am 15. April 2022 eine Bodenprobe.von 300 mg.
Bei dem zweiten, von Huang Zhixin (黄志新) geleiteten Projekt befasst man sich mit Helium-3, einem Isotop, das auf der Erde sehr selten ist, auf dem Mond jedoch vom Sonnenwind ständig neu eingetragen wird und sich im Regolith anreichert. Für dieses Projekt wurde dem Institut eine Bodenprobe von 50 mg bewilligt, die auf ihren Helium-3-Gehalt untersucht wurde. Anschließend wurde die Probe schrittweise auf 1000 °C erhitzt, um zu erforschen, wie das Isotop in einem industriellen Verfahren aus dem Regolith extrahiert werden kann, welche Temperatur hierfür nötig ist und wie das Helium-3 an den Regolith gebunden ist. Es gelang, eine Temperaturkurve für die Helium-3-Freisetzung zu erstellen und die optimale Extraktionstemperatur zu ermitteln.
Falls eines Tages ein funktionsfähiger Kernfusionsreaktor zur Verfügung stehen sollte, könnte Helium-3 dort als Brennstoff verwendet werden.
Am Südwestchinesischen Institut für Physik der Firma (核工业西南物理研究院) in Chengdu befasst man sich seit 1965 mit Kernfusion.

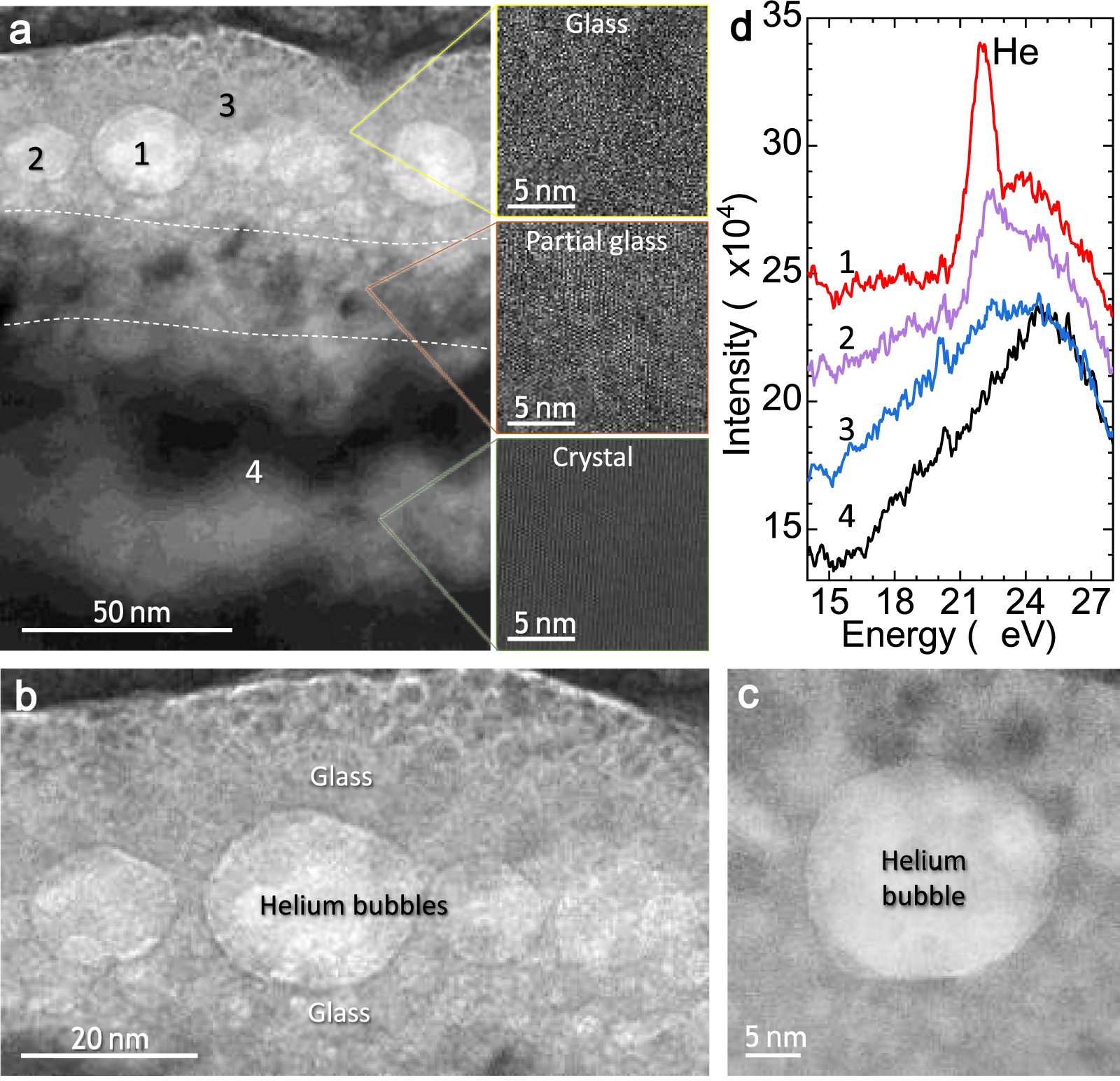
Mit Helium gefüllte Blasen

Bei der ersten Vergaberunde am 12. Juli 2021 hatte die Chinesische Akademie für Weltraumtechnologie 8 g mit der Baggerschaufel von der Mondoberfläche abgetragenen Regolith erhalten (Probe Nr. CE5C0400). Unter der Leitung von Wang Weihua (汪卫华, * 1963) befasste sich dort die Akademikerwerkstatt für die für ein Überleben außerhalb der Erde nötigen physikalisch-chemischen Prozesse des Qian-Xuesen-Labors für Weltraumtechnologie mit der Untersuchung des Materials, wobei in die Arbeiten auch das Institut für Physik der Chinesischen Akademie der Wissenschaften, das diesem unterstehende Songshansee-Labor für Materialien (松山湖材料实验室) in Dongguan, die Universität Nanjing und das Institut für Materialtechnik der Akademie der Wissenschaften in Ningbo (中国科学院宁波材料技术与工程研究所) eingebunden waren.
Die 8 g wurden auf die Institute verteilt, das Songshansee-Labor erhielt 0,85 g.
Als man dort Ilmenit-Partikel mit dem Elektronenmikroskop untersuchte, fand man, dass diese mit einer etwa 40–50 nm dicken, glasartigen Schicht überzogen waren. In dem Glas hatten sich zahlreiche, mit Helium gefüllte Blasen von 5–25 nm Durchmesser gebildet. Über weitere Messungen und Berechnungen kamen die Forscher auf eine Heliumdichte von 50 bis 192 Atomen pro Kubiknanometer in den verschiedenen Blasen. Auf den ganzen Mond hochgerechnet wären das etwa 84 bis 645 Millionen Tonnen in derartigen Glasblasen eingeschlossenes Helium. Aufgrund des Verhältnisses von Helium-3 zu Helium-4 wären das bis zu 260.000 Tonnen Helium-3, was etwa 1/10 bis 1/4 des gesamten Helium-3 auf dem Mond entspricht. Der Vorteil des Helium-3 in den Glasblasen besteht darin, dass zu seiner Gewinnung keine hohen Temperaturen nötig sind – ein mechanisches Zerbrechen der Glasschicht bei Umgebungstemperatur genügt.

### Changesit-(Y)
Bei der Untersuchung einer Regolith-Probe mit 140.000 staubgroßen Basaltkörnern mittels Röntgendiffraktometrie fand die von Li Ziying persönlich geleitete Forschungsgruppe Mond (月球研究团队) des Pekinger Forschungsinstituts für Geologie der CNNC einen einzelnen Kristall mit prismatischem, säuligem Habitus und einem Umfang von etwa 10 μm (knapp 1/10 eines menschlichen Haares). Eine weitere Analyse ergab, dass es sich um ein Phosphat mit der Formel (Ca8Y)☐Fe2+(PO4)7 handelte, zugehörig der in Meteoren vorkommenden Merrillit-Gruppe.
Anfang August 2022 wurde des Mineral von der Kommission für neue Minerale, Mineralnamen und Klassifikation der Internationalen Mineralogischen Vereinigung als neues Mineral anerkannt und erhielt den Namen „Changesit-(Y)“ (嫦娥石).
Weitere Untersuchungen zeigten, dass das Changesit in besagter Basaltsand-Probe zusammen mit Feldspat, Olivin, Cristobalit, Baddeleyit und Troilit (auch bekannt als „Meteorkies“) vorkam.

### Ausstellung im Nationalmuseum

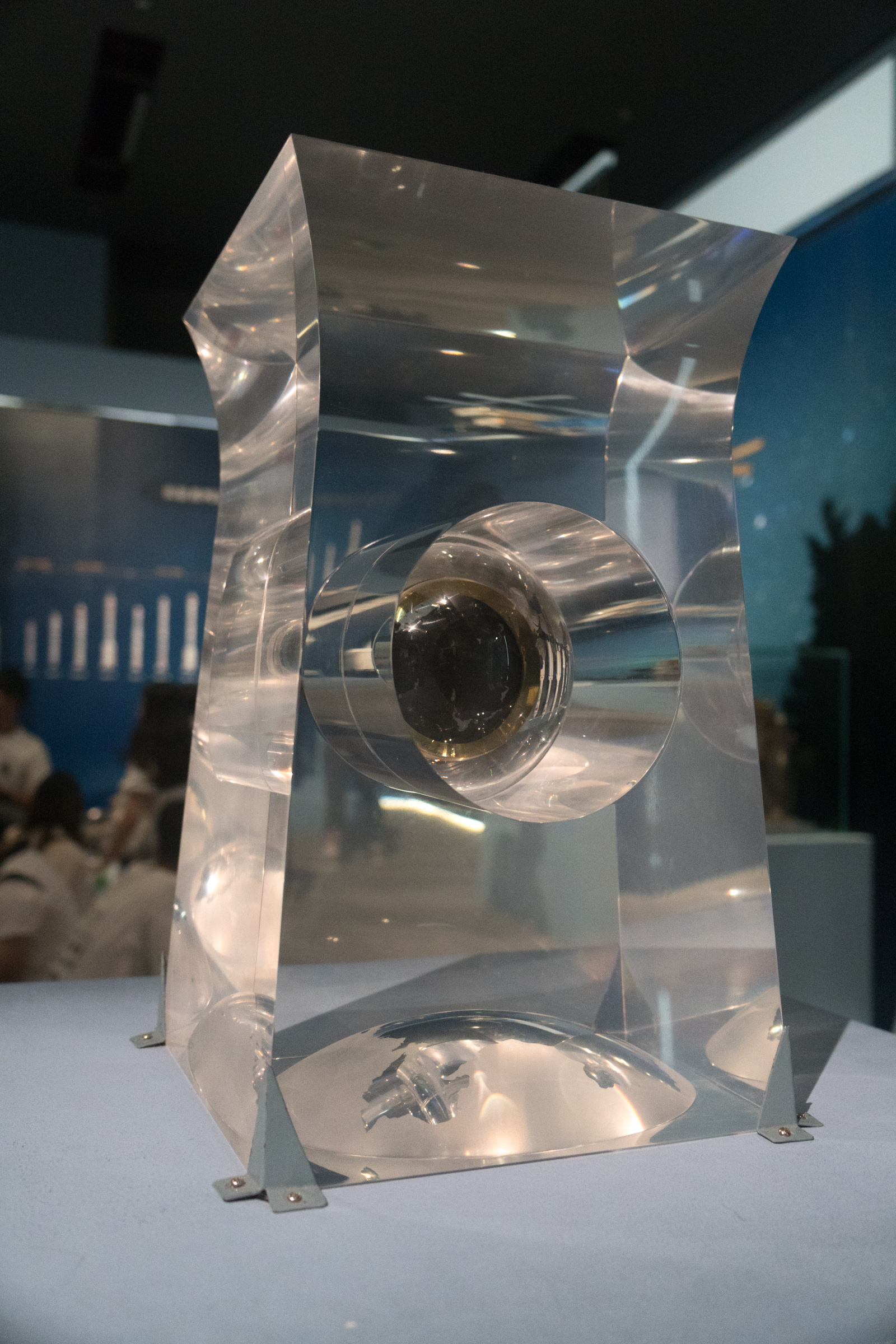
Das Mondmaterial

Am 27. Februar 2021 wurde im Chinesischen Nationalmuseum in Peking eine Ausstellung mit dem Titel „Mondprobe 001“ (月球样品001号) eröffnet. Neben der originalen Wiedereintrittskapsel und ihrem Fallschirm sowie mehr als 40 weiteren Objekten aus dem Mondprogramm der Volksrepublik China sind dort in einem Zun-förmigen Behälter aus Bleikristall 100 g des Probenmaterials ausgestellt, wobei die Menge eine Anspielung auf den 2021 begangenen 100. Geburtstag der Kommunistischen Partei Chinas darstellt. Auch die Abmessungen des Behälters haben symbolische Bedeutung: die Höhe von 38,44 cm steht für den durchschnittlichen Abstand von 384.400 km zwischen Erde und Mond, die Breite von 22,89 cm für die Missionsdauer von 22,89 Tagen. Der Behälter symbolisiert somit die räumlichen und zeitlichen Dimensionen der Mission.
Am Boden des Behälters ist in gesandetem Glas eine Weltkarte dargestellt, auf der das Territorium Chinas poliert ist, was das seit der Bronzezeit bestehende Interesse der Chinesen am Mond symbolisieren soll (der damalige Mondkalender wird bis heute für die Berechnung von Feiertagen verwendet). In der Mitte des Behälters, in einem Abstand von 9,9 cm von der „Erde“, befindet sich ein kugelförmiger Hohlraum, der den Mond darstellen soll und wo sich das eigentliche Probenmaterial befindet, wobei die doppelte Neun zum einen für die neun Sphären des Himmels (九霄) steht, zum anderen für die höchste Sphäre (九重), die die Ingenieure des Mondprogramms mit der Mission erreicht hatten.
Später wurde der Behälter mit der Bodenprobe auch in anderen Museen des Landes ausgestellt, so zum Beispiel im Dezember 2021 in der Ausstellungshalle der Ex-situ-Lagerstätte in Shaoshan.

## Folgemission am Lagrange-Punkt L1
Nachdem der Orbiter am 16. Dezember 2020 die Wiedereintrittskapsel in Erdnähe ausgesetzt hatte, zündete er sein Triebwerk und flog zunächst wie bei der Testmission Chang’e 5-T1 zurück in Richtung Mond. Da die Trägerrakete die Sonde beim Start der Mission mit einer hohen Präzision in den Transferorbit zum Mond gebracht hatte, hatte sich die Zahl der im weiteren Verlauf nötigen Bahnkorrekturmanöver stark reduziert, was eine große Treibstoffersparnis bedeutete. Nach dem Ende der Primärmission besaß der Orbiter noch mehr als 200 kg Treibstoff. Daher wurde er auf eine Folgemission zum 1,5 Millionen Kilometer von der Erde entfernten, inneren Lagrange-Punkt L1 des Sonne-Erde-Systems geschickt.
Als Ziele der Folgemission wurden definiert:
1. Erprobung und Verifizierung der Berechnung eines Transferorbits zum L1-Punkt sowie der für die Steuerung einer Sonde zu diesem Punkt nötigen Technologien.
2. Durchführung langfristiger Beobachtungen in der Nähe des L1-Punkts. Erprobung und Verifizierung der Berechnung eines Orbits um den L1-Punkt sowie der für die Steuerung einer Sonde an diesem Punkt nötigen Technologien.
3. Messung der Lichteinstrahlung sowie der radioaktiven Strahlenbelastung in der Nähe des L1-Punkts. Verifizierung der Fähigkeit der Bordsysteme, unter diesen Belastungen zu arbeiten.
4. Erprobung von Bahnverfolgung, Steuerung und Kommunikation mit einer Sonde während einer sogenannten „Sun Outage“, indem der Orbiter direkt in die Sichtlinie Sonne-Erde gesteuert wird, sodass dessen Signale von der Sonne überstrahlt werden.

Eine Sonde am Lagrange-Punkt L1 des Sonne-Erde-Systems kann in der Nähe der Erde ununterbrochen Sonnenbeobachtungen durchführen, ohne dass ihre Sicht jemals von der Erde oder dem Mond verdeckt wird. Dieser Faktor wurde zum Beispiel auch beim Solar and Heliospheric Observatory (SOHO) von ESA und NASA genutzt. Außerdem ist dies ein optimaler Punkt, um die der Sonne zugewandte Seite der Erde zu beobachten.
Am 21. Dezember 2020 ging die Verantwortung für den Orbiter im Raumfahrtkontrollzentrum Peking vom Hauptkontrollraum an die Gruppe für Langzeitbetreuung (长期管理团队) über, die sich auch um das immer noch aktive Ultraviolett-Teleskop auf dem Lander der Mondsonde Chang’e 3, die drei Komponenten von Chang’e 4 und die Marssonde Tianwen-1 kümmert. Als der Orbiter nach dem Absetzen der Wiedereintrittskapsel die Erde verließ, hatte er noch eine Geschwindigkeit von mehr als 10 km/s. Bis zum 19. Januar 2021 hatten die Ingenieure dies auf 4 km/s abgebremst.
Nach insgesamt zwei Bahnkorrekturmanövern und zwei größeren Bahnänderungsmanövern schwenkte der Orbiter nach 88 Tagen Flugzeit am 15. März 2021 um 05:29 Uhr UTC in einen periodischen Orbit, also keinen Lissajous-Orbit, um den Lagrange-Punkt L1 des Sonne-Erde-Systems ein. Ein Umlauf dort benötigte etwa sechs Monate, ähnlich wie das SOHO mit 178 Tagen.

## Entfernter rückläufiger Orbit um den Mond
Am 30. August 2021, nach knapp einem Umlauf, änderte der Orbiter seine Flugbahn so, dass sie ihn zum Erde-Mond-System zurückführen würde. Am 12. September 2021 flog der Orbiter am Mond vorbei und schwenkte in einen entfernten rückläufigen Orbit um den Mond ein. Die elliptische Umlaufbahn in der Ebene der Ekliptik ist in der Achse Erde-Mond etwa 70.000 km vom Mondmittelpunkt entfernt, also jenseits der Lagrange-Punkte L1 und L2 des Erde-Mond-Systems, die 64.500 km vom Massemittelpunkt des Mondes liegen (daher die Bezeichnung „entfernt“ für den Orbit). In der y-Achse, also senkrecht zur Achse Erde-Mond, ist die Umlaufbahn rund 100.000 km vom Mondmittelpunkt entfernt. Der Orbiter umkreist den Mond auf einer sogenannten „retrograden Umlaufbahn“, also entgegengesetzt zur an die Erde gebundenen Rotation des Mondes. Dieser Orbit mit einer Umlaufzeit von 15,75 Tagen ist sehr stabil und wurde unter anderem bei der NASA seit längerer Zeit diskutiert.
Der Orbiter von Chang’e 5 ist der weltweit erste Raumflugkörper, der in einen derartigen Orbit manövriert werden konnte.
Am 1. Mai 2022 hatte der Orbiter insgesamt 523 Tage im All verbracht.